# Кем-ур
Кем-ур (древнеегип. km-wr — Большой Чёрный бык) — в древности наименование X септа (нома) Нижнего Египта. Греческое название септа — Атрибисский ном — связано с греческим наименованием административного центра этого септа, г. Атрибис, который по-египетски назывался Хут-хери-иб.
Ном Кем-ур находился в юго-восточной части Дельты Нила, между 18-м номом Бубастис и 13-м номом Гелиополис. Получил своё название по имени бога смерти Кем-ура. Главный город нома назывался по-древнеегипетски Хут-хери-иб и лежал несколько северо-восточнее современного египетского города Банха. Во времена правления в Египте династии Птолемеев Хут-хери-иб получил греческое название Атрибис.

## Известныеномархи
| Имя                                 | Время правления                  | Комментарий |
| XII династии                        | XII династии                     | XII династии |
| ----------------------------------- | -------------------------------- | --- |
| Педиисе                             | ок. 730/720 до н. э., при Пианхи | «Наследный князь» |
| Бекеннефи                           | ?—667 гг. до н. э.               | «Наследный князь». Дети: дочь Кепес, жена жреца из Атрибиса Хор-са-исета. |
| Уахибра Псамметих (Набу-шезиб-анни) | 667—663 гг. до н. э.             | Старший сын Саисского номарха Нехо I. Был назначен ассирийцами вместо Бекеннефи, получив ассирийское имя Набу-шезиб-анни («Набу спаси меня»). При вторжении Танутамона в Египет бежал в Ассирию. |